# 圣纳扎罗-瓦尔卡瓦尼亚
圣纳扎罗-瓦尔卡瓦尼亚（義大利語：San Nazzaro Val Cavargna），是意大利科莫省的一个市镇。总面积13平方公里，人口352人，人口密度27.1人/平方公里（2009年）。ISTAT代码为013207。